# دوغلاس نورث

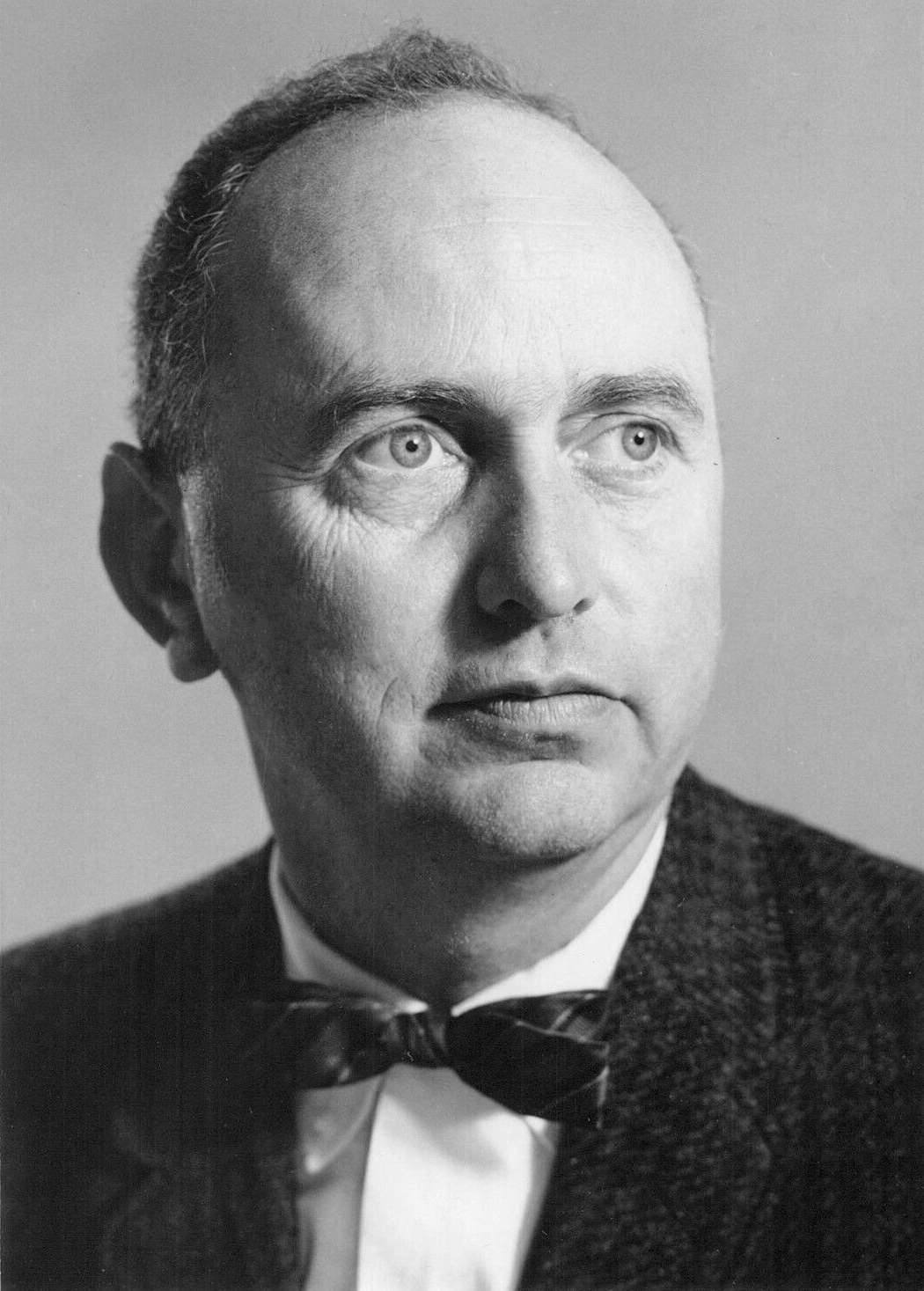
دوغلاس نورث عام 1967

دوجلاس نورث  (بالإنجليزية: Douglass C. North)‏‏ (5 نوفمبر 1920 - 23 نوفمبر 2015)، اقتصادي أمريكي ولد في كامبريدج، ماساتشوستس تنقل كثيراً مع عائلته عندما كان صغيراً بسبب عمل والده الذي كان مديراً في شركة ميتلايف للتأمين على الحياة، عاشت العائلة لمدة في أوتاوا بكندا، ولوزان، نيويورك، ويلينفورد بكونيكتيكت.
حينما جاء وقت الذهاب إلى الكلية، ذهب إلى هارفارد ثم انتقل إلى جامعة كاليفورنيا في بيركلي. كان يريد أن يلتحق بكلية الحقوق، لكن مع بداية الحرب ونظراً لشعور قوي بأنه لا يريد ان يقتل أحد انضم الي البحرية التجارية. عندما تخرج من بيركلي استمرت رحلاته من سان فرانسيسكو إلى أستراليا ثم إلى الخطوط الأماميه في غينيا الجديدة وجزر سليمان وفي السنة الأخيرة من الحرب عمل في خدمة مدرسة الضباط في الاميدا بكاليفورنيا. في صيف عام 1941 عمل مع دوروثي لانج، رئيس قسم التصوير في إدارة الأمن السفر والتصوير مع المهاجرين عبر كاليفورنيا. دوروثي حاولت اقناعه أن يصبح مصورا أما زوجها بول تايلور، الذي كان في قسم الاقتصاد في جامعة كاليفورنيا فحاول اقناعه ان يصبح اقتصاديا، وبالفعل التحق بالدراسات العليا في بيركلي.
كتب رسالة الدكتوراه في تاريخ التأمين على الحياة في الولايات المتحدة وكانت دراستة الأولى قد تمحورت حول التوسع في تحليل التأمين على الحياة وعلاقته المصرفية الاستثمارية ومن ثم انتقل إلى وضع إطار تحليلي للنظر في النمو الاقتصادي الإقليمي وأدى ذلك إلى أول مادة في مجلة الاقتصاد السياسي بعنوان «نظرية الموقع والنمو الاقتصادى الإقليمى». والتقى في بالتيمور مع سيمون كوزنتس وهل التجريبي وعندما ذهب إلى جنيف كزميل في كلية فورد أكمل دراسته في تاريخ الاقتصاد الأمريكي، مما أدى إلى أول كتاب عن النمو الاقتصادي في الولايات المتحدة من عام 1790 إلى عام 1860.
كان تحليله بسيطا لكيفية عمل الأسواق في إطار تصدير السلع نموذج النمو. في ذلك الوقت (1960) كان هناك قدر كبير من الإثاره لمحاولة تغيير وتحويل التاريخ الاقتصادي، كما وضع برنامج الدراسات العليا بالاشتراك مع ديفيد موريس موريس في جامعة واشنطن لجذب أفضل الطلاب وكان مقتنعا بان أدوات النظرية الاقتصادية الكلاسيكية لا ترقى لمهمة توضيح نوع التغيير الاجتماعي الأساسية التي تميز اقتصادات أوروبا من العصور الوسطى وما بعدها، وبالتالى نحن بحاجة أدوات جديدة، ولكنها ببساطة لا وجود لها، كان في وقت البحث عن الإطار الذي من شأنه ان يوفر أدوات جديدة للتحليل اهتمامي واهتمام مع تطور الاقتصاديات المؤسسيه الجديدة، هذا ما دفعة إلى مغادرة جامعة واشنطن عام 1983، بعد فترة 33 سنة، وبالانتقال إلى جامعة واشنطن في سانت لويس كانت هناك مجموعة من الشباب الذين يسعون إلى تطوير نماذج جديدة من الاقتصاد السياسي ثم انشأ المركز الأول في الاقتصاد السياسي، طيلة الثمانينات وإلى نشر المؤسسات التغيير المؤسسي والأداء الاقتصادى في عام 1990. بدا له لغز خطير عن «العقلانية المسلمة» ومن الواضح ان علينا ان يكون تفسيرا لماذا مثل الأيديولوجيات الشيوعية أو ذات الأصولية الإسلامية يمكن أن تشكل خيارات الناس وتجعل الطريق المباشر الاقتصادات تطور خلال فترات طويلة من الزمن، وببساطة لا يمكن للمرء أن يحصل في العقائد دون الحفر العميق في العلوم المعرفيه في محاولة لفهم الطريقة التي يحصل بها التعلم وتتكون الخيارات.
منذ 1990، وقد تم البحث في اتجاه التعامل مع هذا الموضوع لكنه اعتقد أن طريقة الفهم يختارها الناس وانه تحت أي ظروف الرشد المسلمة هي بالطبع أداة مفيدة. كيف يمكن للأفراد الاختيار في ظروف عدم اليقين والغموض هي المسائل الأساسية التي يجب التصدي لها من أجل إحراز المزيد من التقدم في العلوم الاجتماعية، وبعد حصوله على جائزة نوبل عام 1993 واصل البحث في محاولة لوضع الإطار التحليلي الذي من شأنه أن يزيد من الإحساس الاقتصادي على المدى الطويل، التغير الاجتماعي والسياسي. مع هذا الهدف في الاعتبار، ذهب أكثر تعمقا في العلوم المعرفيه ومحاولة فهم الطريقة التي عمل العقل والدماغ وكيف يتصل ذلك إلى الطريقة التي تجعل خيارات الناس والنظم العقائديه التي تساورهم. ومن الواضح أن هذه التغييرات المؤسسيه وراء ذلك هي شرط أساسي للتمكن من وضع نظرية حول التغيير المؤسسى. كما أنه حاول الاندماج السياسي والاقتصادي والاجتماعي منذ النظرية الواضح مفيد نظرية التغيير الاقتصادي لا يمكن ان يقتصر فقط على الاقتصاد بل يجب أن تحاول الاندماج في العلوم الاجتماعية ودمجها مع العلم المعرفي أيضا، النتيجة هي كتاب صدر مؤخرا من مطبعه جامعة برينستون بعنوان فهم عملية التغير الاقتصادي.

## روابط خارجية
- دوغلاس نورث على موقع الموسوعة البريطانية (الإنجليزية)
- دوغلاس نورث على موقع مونزينجر (الألمانية)
- دوغلاس نورث على موقع إن إن دي بي (الإنجليزية)